# Скорост на сходимост
Скоростта на сходимост и степента на сходимост са използвани в числения анализ величини, характеризиращи бързината, с която елементите на дадена сходяща редица се доближават към нейната граница.
Дадена редица {\displaystyle (x_{n})}, сходяща към границата {\displaystyle L}, има степен на сходимост {\displaystyle q\geq 1} и скорост на сходимост {\displaystyle \mu }, когато е изпълнено равенството:
{\displaystyle \lim _{n\rightarrow \infty }{\frac {\left|x_{n+1}-L\right|}{\left|x_{n}-L\right|^{q}}}=\mu }.
Скоростта и степента на сходимост дават важна информация за прилагането на итерационни методи при изчисляването на числени приближения. Когато степента на сходимост е по-висока, обикновено са нужни по-малко итерации за достигане на търсеното приближение.